# Bengt Fredrikson
Bengt Fredrikson, född 8 juli 1960, är en svensk journalist och författare av lättlästa böcker för barn och vuxna.
Bengt Fredrikson debuterade 2007 som författare med den lättlästa faktaboken Mount Everest: mellan himmel och helvete och har sedan dess släppt ett 30-tal faktaböcker och biografier.